# Jean Dufour

Jean Dufour

Jean Dufour (* 6. September 1860 in Lausanne; † 16. Dezember 1903 in Yverdon) war ein Schweizer Naturwissenschaftler und Professor an der Universität Lausanne.

## Leben und Wirken
Seine Eltern waren Notar und Nationalrat Louis Dufour und Mathilde, geborene Dappels. Im Sommer 1888 heiratete er Rose Burnand, die eineinhalb Jahre vor ihm verstarb.
Dufour studierte Botanik an den Universitäten von Lausanne und Zürich, in den Jahren 1882 bis 1885 war er unter Carl Cramer (1831–1901) Doktorand am Eidgenössischen Polytechnikum Zürich. Dazwischen absolvierte er Praktika in Würzburg und Strassburg, wo er an funktioneller Pflanzenanatomie bzw. Xylemtransport forschte. Nach seiner Rückkehr nach Zürich beschäftigte er sich mit der Forschungen zu Chlorophyll und Stärke. 1886 wurde er im Zusammenhang mit der Reblausplage zum Direktor der Waadtländer Weinbauversuchsstation berufen, 1890 zum ao. Professor und zum kantonalen Phylloxerakommissär: S. 80 ernannt. Auch gegen Falschen Mehltau, die Gruppe der Traubenwickler und Faulschimmel wurde er mit pflanzenphysiologischen Eingriffen erfolgreich aktiv, die auch im Ausland Nachahmung fanden.
Er verfasste zahlreiche Fachaufsätze zu diesem Thema, beispielsweise den 1888 erschienenen Bericht Notice sur quelques maladies de la vigne: le black-rot, le coître et le mildiou de grappes, der für viele Jahre als Standardwerk galt. Im Gegensatz zur akademischen Forschung gilt die Herangehensweise mit Praxisbezug, wie Dufour sie eingeführt hat, als besonders gelungen.: S. 82 In einem Nachruf heisst es: Dans ces travaux si divers, quoique tendant à un même objectif, J. Dufour chercha toujours […] à se mettre en relation aussi étroite, aussi continue que possible avec les praticiens qui devaient utiliser les résultats de ses travaux. Loin de s’enfermer dans son laboratoire et ses champs d’essais, et de pontifier du haut de sa science, il se mit d’emblée en contact avec le vigneron, et il lui demanda une collaboration qui ne lui fut jamais refusée et qui, nous l’espérons, continuera à s’établir à l’avenir. Die massiven Probleme, in denen der Schweizer Weinbau vor der Wende zum 20. Jahrhundert steckte, machten die Arbeit im praxisorientierten Arbeit im Gegensatz zur reinen akademischen Lehre besonders attraktiv, so dass Dufour seine Berufung an die Universität Lausanne nach wenigen Jahren wieder aufgab.: S. 82
Während seiner Tätigkeiten im Forschungsbereich unterstützten sich Dufour und der zehn Jahre ältere Hermann Müller (Müller-Thurgau) gegenseitig.
Gegen den Traubenwickler, den Heu- und Sauerwurm ging Dufour mit dem natürlichen Insektizid Pyrethrum vor. In seiner Leitschrift Mémoires sur le ver destructeur de la grappe beschrieb er die Anwendung von pulverförmigem Pyrethrum, das in gelöster Form nur auf die Blütenstände und nicht auf die ganze Weinrebe gerichtet zu werden brauchte. Dafür entwickelte er mit den beiden französischen Firmen Vermorel und Japy entsprechende Handspritzgeräte, die bereits 1891 auf den Markt kamen.: S. 93–96 Schon 1889 hatte Dufour nahezu erfolglos dafür geworben, die gegen Falschen Mehltau erfolgreiche Bordeauxbrühe auch gegen den Kartoffelkäfer einzusetzen. Die kleingliedrige Schweizer Agrarwirtschaft war jedoch dafür ungeeignet.: S. 112
Dufours Vorgänger als Professor der Universität Lausanne war Jean Balthasar Schnetzler; sein Nachfolger nach seinem frühen Ableben wurde 1907 der Entomologe Henry Faes, mit dem er zuvor eng zusammengearbeitet hatte.

## Werke (Auswahl)
- Le mildiou et son traitement, 1888
- La situation phylloxérique du canton de Genève : rapport adressé au Département fédéral de l'agriculture, 1893
- Guide du vigneron dans la lutte contre le phylloxera, 1898
- Le traitement cultural des vigne phylloxérées au sulfure de carbone, 1900